# أ. دبليو. ميريك
أ. دبليو. ميريك (بالإنجليزية: A. W. Merrick)‏ هو صحفي أمريكي، ولد في 1839 في نيويورك في الولايات المتحدة، وتوفي في 26 فبراير 1902 في الولايات المتحدة.